# Motor PSA XU
Los PSA XU son una familia de motores de combustión interna utilizados por los coches de las marcas francesas Citroën y Peugeot. Estos motores se convirtieron en los motores de tamaño medio que predominaron en los Peugeot y Citroën de los años 1980 y 1990.
El diseño XU se introdujo en 1981 con el Peugeot 305. Fue un SOHC o DOHC con 4 cilindros en línea diseño y dos o cuatro válvulas por cilindro, utilizando gasolina como combustible. Se utilizó transversalmente en vehículos de tracción delantera inclinado 30°. La cilindrada de estos motores oscila entre 1580 cc y 1998 cc, y todos los motores de gasolina de producción XU tienen un diámetro interior de cilindro de 83 mm (3,27 pulgadas) o 86 mm (3,39 pulgadas). El motor utiliza en todos los modelos culata de aluminio. Todos los bloques se fabrican, excepto el XU10, en aleación de aluminio fundido con camisas de hierro fundido desmontables. Los bloques XU10 están hechos de hierro fundido, con orificios mecanizados directamente en el bloque, sin camisas desmontables. La primera utilización de Citroën fue en el Citroën BX en 1983, donde apareció en el formato de 1580 cc.
Los motores XU han sido sustituidos por los más modernos EW/DW.

## XU5
El XU5 tiene una cilindrada de 1580 cm³, con un diámetro de 83 mm (3,27 pulgadas) y una carrera de 73 mm (2,87 pulgadas). Todos los XU5 eran SOHC con 2 válvulas por cilindro. Se utilizaba un carburador simple o doble, o inyección, dependiendo del modelo. La potencia que desarrollaban estos motores se encontraba entre 80 CV (59 kilovatios) y 115 CV (85 kilovatios).
| Versión  | Código interno | Relación de compresión | Potencia máxima                   | Par motor         | Alimentación                                                        | Normativa de anticontaminación | Usos                                                         |
| -------- | -------------- | ---------------------- | --------------------------------- | ----------------- | ------------------------------------------------------------------- | ------------------------------ | ------------------------------------------------------------ |
| XU5 C    |                | 9.4:1                  | 80 CV (59 kilovatios) @ 5600 rpm  | 132 Nm @ 2800 rpm | Carburación                                                         | Euro 0                         | Peugeot 205 Peugeot 305 Peugeot 309 Citroën BX               |
| XU5 2C   |                | 9.4:1                  | 92 CV (68 kilovatios) @ 6250 rpm  | 129 Nm @ 3250 rpm | Carburación de doble cuerpo                                         | Euro 0                         | Peugeot 405 Peugeot 309 Citroën BX                           |
| XU5 S    |                | 9.5:1                  | 94 CV (69 kilovatios) @ 6000 rpm  | 134 Nm @ 3750 rpm | Carburación de doble cuerpo Solex 32-34CISAC o Weber 32/34DRTC4 100 | Euro 0                         | Peugeot 305 S5/GT                                            |
| XU5 M3/Z | BDY            | 8.9:1                  | 88 CV (65 kilovatios) @ 6400 rpm  | 128 Nm @ 3000 rpm | Inyección monopunto                                                 | Euro 0                         | Citroën ZX                                                   |
| XU5 M3/Z | BFZ            | 9.25:1                 | 88 CV (65 kilovatios) @ 6000 rpm  | 132 Nm @ 2600 rpm | Inyección monopunto                                                 | Euro 1, con catalizador        | Peugeot 205 Peugeot 405 Citroën BX Citroën ZX Citroën Xantia |
| XU5 M3/Z |                | 8.9:1                  | 92 CV (68 kilovatios) @ 6250 rpm  | 132 Nm @ 3250 rpm | Inyección monopunto                                                 | Euro 1, con catalizador        | Peugeot 309 GRX                                              |
| XU5 J    |                | 9.8:1                  | 105 CV (77 kilovatios) @ 6250 rpm | 134 Nm @ 4000 rpm | Inyección multipunto Bosch L-Jetronic                               | Euro 0                         | Peugeot 205 GTI 1.6 Citroën BX 16 GTi Citroën Visa GTi       |
| XU5 JA   |                | 9.8:1                  | 115 CV (85 kilovatios) @ 6250 rpm | 133 Nm @ 4000 rpm | Inyección multipunto Bosch L-Jetronic                               | Euro 0                         | Peugeot 205 GTI 1.6 Citroën BX 16 GTi Citroën Visa GTi       |

## XU7
El XU7 tiene una cilindrada de 1761 cm³, con un diámetro de 83 mm (3,27 pulgadas) y una carrera de 81,4 mm (3,20 pulgadas). Todos los motores XU7 eran de inyección, con una versión de 16 válvulas DOHC: el XU7JP4. La potencia que desarrollaban osciló entre 90 CV (66 kilovatios) y 112 CV (82 kilovatios).
| Versión | Código interno | Distribución     | Relación de compresión | Potencia máxima                   | Par motor         | Alimentación                               | Normativa de anticontaminación | Usos                                                                      |
| ------- | -------------- | ---------------- | ---------------------- | --------------------------------- | ----------------- | ------------------------------------------ | ------------------------------ | ------------------------------------------------------------------------- |
| XU7 JB  | LFX            | SOHC 8 válvulas  | 9.5:1                  | 90 CV (66 kilovatios) @ 5000 rpm  | 150 Nm @ 2600 rpm | Inyección multipunto                       | Euro 2, con catalizador        | Peugeot 406 Peugeot Partner Citroën Berlingo Citroën Xantia Citroën Xsara |
| XU7 JP  | LFZ            | SOHC 8 válvulas  | 9.25:1                 | 101 CV (74 kilovatios) @ 6000 rpm | 153 Nm @ 3000 rpm | Inyección multipunto Bosch MP 5.1          | Euro 1, con catalizador        | Peugeot 306 Peugeot 405 Citroën Xantia                                    |
| XU7 JP  | LFW            | SOHC 8 válvulas  | 9.25:1                 | 99 CV (73 kilovatios) @ 5750 rpm  | 147 Nm @ 2600 rpm | Inyección multipunto Bosch MP 5.1          | Euro 2, con catalizador        | Peugeot 806 Citroën Evasion Citroën Xsara Fiat Ulysse                     |
| XU7 JP4 | LFY            | DOHC 16 válvulas | 10.4:1                 | 110 CV (81 kilovatios) @ 5500 rpm | 158 Nm @ 4250 rpm | Inyección multipunto Bosch Motronic MP 7.3 | Euro 2, con catalizador        | Peugeot 306 Peugeot 406 Citroën Xantia Citroën Xsara Citroën ZX           |

## XU8
El XU8T tenía una cilindrada de 1,8 litros (1775 cc), con un diámetro de 83 mm (3,27 pulgadas) y una carrera de 82 mm (3,23 pulgadas). Fue el 16 válvulas DOHC turbo que montaban los Peugeot 205 Turbo 16, con una potencia de 200 CV (147 kilovatios).

## XU9
El XU9 tiene una cilindrada de 1905 cm³, con un diámetro de 83 mm (3,27 pulgadas) y una carrera de 88 mm (3,46 pulgadas). Se fabricaron muchas versiones, desde una con carburación doble y 8 válvulas, a un modelo con inyección DOHC y 16 válvulas. La potencia que desarrollaban osciló entre 105 CV (77 kilovatios) y 160 CV (118 kilovatios).
| Versión  | Código interno | Distribución     | Relación de compresión | Potencia máxima                    | Par motor         | Alimentación                                                         | Normativa de anticontaminación | Usos                                                       |
| -------- | -------------- | ---------------- | ---------------------- | ---------------------------------- | ----------------- | -------------------------------------------------------------------- | ------------------------------ | ---------------------------------------------------------- |
| XU9 2C   |                | SOHC 8 válvulas  | 9.3:1                  | 105 CV (77 kilovatios) @ 5600 rpm  | 162 Nm @ 3000 rpm | Carburación de doble cuerpo                                          | Euro 0                         | Peugeot 305 GT/GTX Peugeot 309 Citroën BX GT               |
| XU9 2C   |                | SOHC 8 válvulas  | 9.3:1                  | 107 CV (79 kilovatios) @ 6000 rpm  | 163 Nm @ 3500 rpm | Carburación de doble cuerpo                                          | Euro 0                         | Peugeot 309 Peugeot 405 Citroën BX                         |
| XU9 2C   |                | SOHC 8 válvulas  | 9.3:1                  | 110 CV (81 kilovatios) @ 6000 rpm  | 157 Nm @ 3000 rpm | Carburación de doble cuerpo                                          | Euro 0                         | Peugeot 405                                                |
| XU9 4C   |                | SOHC 8 válvulas  | 9.5:1                  | 126 CV (93 kilovatios) @ 5800 rpm  | 169 Nm @ 4200 rpm | Doble carburación de doble cuerpo                                    | Euro 0                         | Citroën BX 19 Sport                                        |
| XU9 J1/Z |                | SOHC 8 válvulas  | 9.3:1                  | 105 CV (77 kilovatios) @ 6000 rpm  | 141 Nm @ 3000 rpm | Inyección multipunto Bosch LU2-Jetronic                              | Euro 1, con catalizador        | Peugeot 205                                                |
| XU9 J1/Z |                | SOHC 8 válvulas  | 9.3:1                  | 110 CV (81 kilovatios) @ 6000 rpm  | 162 Nm @ 3000 rpm | Inyección multipunto Bosch LU2-Jetronic                              | Euro 1, con catalizador        | Peugeot 309                                                |
| XU9 J2   |                | SOHC 8 válvulas  | 9.4:1                  | 125 CV (92 kilovatios) @ 5500 rpm  | 175 Nm @ 4500 rpm | Inyección multipunto Bosch LE3-Jetronic                              | Euro 0                         | Peugeot 405 Citroën BX 19 GTi                              |
| XU9 JA   | D6D            | SOHC 8 válvulas  | 9.6:1                  | 130 CV (96 kilovatios) @ 6000 rpm  | 161 Nm @ 4750 rpm | Inyección multipunto Bosch LE-Jetronic (Motronic -> Citroën ZX 1.9i) | Euro 0                         | Peugeot 205 GTI 1.9 Peugeot 309 GTI Citroën ZX 1.9i        |
| XU9 JA/Z | DKZ            | SOHC 8 válvulas  | 9.6:1                  | 122 CV (90 kilovatios) @ 6000 rpm  | 153 Nm @ 3000 rpm | Inyección multipunto Bosch Motronic 1.3                              | Euro 1, con catalizador        | Peugeot 205 GTI 1.9 Peugeot 309 GTI Citroën ZX 1.9i        |
| XU9 J4   | D6C            | DOHC 16 válvulas | 10.4:1                 | 160 CV (118 kilovatios) @ 6500 rpm | 181 Nm @ 5000 rpm | Inyección multipunto Bosch Motronic 4.1 o 1.3                        | Euro 0                         | Peugeot 309 GTI 16V Peugeot 405 Mi16 Citroën BX 19 GTi 16v |
| XU9 J4/Z | DFW            | DOHC 16 válvulas | 9.6:1                  | 148 CV (109 kilovatios) @ 6400 rpm | 170 Nm @ 5000 rpm | Inyección multipunto Bosch Motronic 1.3                              | Euro 1, con catalizador        | Peugeot 309 GTI 16V Citroën BX 19 GTi 16v                  |

## XU10
El XU10 tiene una cilindrada de 1998 cm³, con un diámetro de 86 mm (3,39 pulgadas) y una carrera de 86 mm (3,39 pulgadas). Se fabricaron muchas versiones, desde una con carburación doble y 8 válvulas, a un modelo turbo de 16 válvulas DOHC con inyección. La potencia que desarrollaban osciló entre 115 CV (85 kilovatios) y 200 CV (147 kilovatios).
| Versión     | Código interno | Distribución     | Relación de compresión | Potencia máxima                    | Par motor         | Alimentación                                         | Normativa de anticontaminación  | Usos |
| ----------- | -------------- | ---------------- | ---------------------- | ---------------------------------- | ----------------- | ---------------------------------------------------- | ------------------------------- | --- |
| XU10 2C     | R2A            | SOHC 8 válvulas  | 8.8:1                  | 115 CV (85 kilovatios) @ 5800 rpm  | 168 Nm @ 2250 rpm | Carburación de doble cuerpo                          | Euro 0                          | Peugeot 605 Citroën XM |
| XU10 M      | RDZ            | SOHC 8 válvulas  | 8.8:1                  | 128 CV (94 kilovatios) @ 5600 rpm  | 175 Nm @ 4800 rpm | Inyección multipunto                                 | Euro 0                          | Peugeot 605 Citroën XM |
| XU10 J2U    | RFW            | SOHC 8 válvulas  | 9.5:1                  | 109 CV (80 kilovatios) @ 5500 rpm  | 168 Nm @ 3400 rpm | Inyección multipunto                                 | Euro 1, Euro 2, con catalizador | Peugeot Boxer Citroën Jumper Fiat Ducato                                                                                         |
| XU10 J2U    | RFL            | SOHC 8 válvulas  | 9.5:1                  | 110 CV (81 kilovatios) @ 5700 rpm  | 168 Nm @ 3700 rpm | Inyección multipunto                                 | Euro 3, con catalizador         | Peugeot Boxer Citroën Jumper Fiat Ducato                                                                                         |
| XU10 J2/C   | RFX / RFU      | SOHC 8 válvulas  | 9.5:1                  | 121 CV (89 kilovatios) @ 5750 rpm  | 176 Nm @ 2750 rpm | Inyección multipunto Bosch Motronic                  | Euro 1, con catalizador         | Peugeot 306 Peugeot 405 Peugeot 605 Peugeot 806 Citroën Evasion Citroën Xantia Citroën ZX Fiat Ulysse                            |
| XU10 J4R    | RFV            | DOHC 16 válvulas | 10.4:1                 | 132 CV (97 kilovatios) @ 5500 rpm  | 180 Nm @ 4200 rpm | Inyección multipunto                                 | Euro 2, Euro 3, con catalizador | Peugeot 306 Peugeot 406 Peugeot 605 Peugeot 806 (Euro 3) Citroën Evasion (Euro 3) Citroën Xantia Citroën XM Fiat Ulysse (Euro 3) |
| XU10 J2TE   | RGY            | SOHC 8 válvulas  | 8.5:1                  | 141 CV (104 kilovatios) @ 5300 rpm | 232 Nm @ 2500 rpm | Inyección multipunto, turbo Garrett T25, intercooler | Euro 1, con catalizador         | Peugeot 605 Citroën XM |
| XU10 J2TE   | RGX            | SOHC 8 válvulas  | 8.5:1                  | 147 CV (108 kilovatios) @ 5300 rpm | 240 Nm @ 2500 rpm | Inyección multipunto, turbo Garrett T25, intercooler | Euro 2, con catalizador         | Peugeot 406 Peugeot 605 Peugeot 806 Citroën Evasion Citroën Xantia Citroën XM Fiat Ulysse Lancia Zeta                            |
| XU10 J4/L/Z | RFY            | DOHC 16 válvulas | 10.4:1                 | 152 CV (112 kilovatios) @ 6500 rpm | 183 Nm @ 3500 rpm | Inyección multipunto                                 | Euro 1, con catalizador         | Peugeot 306 Peugeot 405 Citroën Xantia Citroën ZX                                                                                |
| XU10 J4D/Z  | RFT            | DOHC 16 válvulas | 10.4:1                 | 150 CV (110 kilovatios) @ 6500 rpm | 183 Nm @ 3500 rpm | Inyección multipunto                                 | Euro 1, con catalizador         | Peugeot 306 Citroën Xantia Citroën ZX                                                                                            |
| XU10 J4RS   | RFS            | DOHC 16 válvulas | 10.8:1                 | 167 CV (123 kilovatios) @ 6500 rpm | 193 Nm @ 5500 rpm | Inyección multipunto                                 | Euro 2, con catalizador         | Peugeot 306 GTi6 Citroën Xsara Citroën ZX Hommel Berlinette RS coupé                                                             |
| XU10 J4TE   | RGZ            | DOHC 16 válvulas | 8.0:1                  | 200 CV (147 kilovatios) @ 5000 rpm | 288 Nm @ 2600 rpm | Inyección multipunto                                 | Euro 1, con catalizador         | Peugeot 405 T16 |

## XUD7
El XUD7 tiene una cilindrada de 1769 cm³, con un diámetro de 80 mm (3,15 pulgadas) y una carrera de 88 mm (3,46 pulgadas) con una distribución SOHC 8 válvulas. La potencia producida es de 60 CV (44 kilovatios) para la versión atmosférica o de 78 CV (57 kilovatios) para el modelo con turbo. Una versión turbo con intercooler fue presentada más tarde ascendiendo la potencia máxima a 90 CV (66 kilovatios).
| Versión   | Relación de compresión | Potencia máxima                  | Par motor         | Alimentación                                                   | Normativa de anticontaminación | Usos                                                        |
| --------- | ---------------------- | -------------------------------- | ----------------- | -------------------------------------------------------------- | ------------------------------ | ----------------------------------------------------------- |
| XUD7 K    | 23.0:1                 | 60 CV (44 kilovatios) @ 4600 rpm | 110 Nm @ 2000 rpm | Inyección indirecta y bomba rotativa                           | Euro 0                         | Peugeot 205 Peugeot 305 Peugeot 309 Citroën Visa Citroën BX |
| XUD7 Z    | 23.0:1                 | 58 CV (43 kilovatios) @ 4600 rpm | 110 Nm @ 2000 rpm | Inyección indirecta y bomba rotativa                           | Euro 1, con catalizador        | Peugeot 205 Citroën C15                                     |
| XUD7 T/K  | 22.0:1                 | 78 CV (57 kilovatios) @ 4300 rpm | 157 Nm @ 2100 rpm | Inyección indirecta, turbo KKK                                 | Euro 0                         | Peugeot 205 Peugeot 309                                     |
| XUD7 TE/Y | 22.0:1                 | 90 CV (66 kilovatios) @ 4300 rpm | 180 Nm @ 2000 rpm | Inyección indirecta con bomba rotativa, turbo KKK, intercooler | Euro 0                         | Peugeot 405 Citroën BX                                      |
| XUD7 TE/K | 22.0:1                 | 92 CV (68 kilovatios) @ 4300 rpm | 181 Nm @ 2100 rpm | Inyección indirecta con bomba rotativa, turbo KKK, intercooler | Euro 0                         | Peugeot 405                                                 |
| XUD7 TE/Z | 22.0:1                 | 92 CV (68 kilovatios) @ 4300 rpm | 181 Nm @ 2100 rpm | Inyección indirecta con bomba rotativa, turbo KKK, intercooler | Euro 1, con catalizador        | Citroën BX                                                  |

## XUD9
El XUD9 tiene una cilindrada de 1905 cm³, con un diámetro de 83 mm (3,27 pulgadas) y una carrera de 88 mm (3,46 pulgadas) con una distribución SOHC 8 válvulas. Se produjeron versiones con turbocompresor y aspiración natural. La mayoría de las versiones con turbocompresor cuentan con un intercooler, aunque un número limitado de instalaciones contaban con un turbocompresor sin la ayuda de un intercooler. Ambos motores también presentaban una bomba de combustible mecánica e inyectores Bosch o Lucas. Se sabe que la versión del motor con la bomba Bosch se ha utilizado con aceite vegetal. El motor original XUD9 es conocido como el motor de "conducto cuadrado", ya que su culata tiene conductos de escape cuadrados. Más tarde (y notablemente mejorado) los motores XUD9 B incorporaron conductos ovalados.
| Versión   | Código interno | Relación de compresión | Potencia máxima                  | Par motor         | Alimentación                                                         | Normativa de anticontaminación  | Usos |
| --------- | -------------- | ---------------------- | -------------------------------- | ----------------- | -------------------------------------------------------------------- | ------------------------------- | --- |
| XUD9 A    | D9A            | 23.0:1                 | 65 CV (48 kilovatios) @ 4600 rpm | 120 Nm @ 2000 rpm | Inyección indirecta y bomba rotativa                                 | Euro 0                          | Peugeot 305 Peugeot 309 Citroën BX Talbot Horizon Lada Niva |
| XUD9 B    | D9B            | 23.0:1                 | 71 CV (52 kilovatios) @ 4600 rpm | 120 Nm @ 2000 rpm | Inyección indirecta y bomba rotativa                                 | Euro 0                          | Peugeot J5 Citroën BX Citroën C25 Talbot Express Fiat Ducato |
| XUD9 Z    | DJY            | 23.0:1                 | 69 CV (51 kilovatios) @ 4600 rpm | 120 Nm @ 2000 rpm | Inyección indirecta y bomba rotativa                                 | Euro 1, Euro 2, con catalizador | Peugeot 306 Peugeot 405 Peugeot Boxer Peugeot Expert Peugeot Partner Citroën Berlingo Citroën Jumper Citroën Jumpy Citroën Xantia Citroën Xsara Citroën ZX Fiat Ducato Fiat Scudo Lada Niva |
| XUD9 Y    | DJZ            | 23.5:1                 | 64 CV (47 kilovatios) @ 4600 rpm | 118 Nm @ 2000 rpm | Inyección indirecta y bomba rotativa Bosch                           | Euro 1, con catalizador         | Peugeot 306 Citroën ZX |
| XUD9 SD   | DHW            | 21.8:1                 | 75 CV (55 kilovatios) @ 4800 rpm | 135 Nm @ 2250 rpm | Inyección indirecta con bomba rotativa Bosch, turbo KKK              | Euro 2, con catalizador         | Peugeot 306 Peugeot 406 Citroën Xantia Suzuki Baleno |
| XUD9 TE/L | D8A            | 21.8:1                 | 92 CV (68 kilovatios) @ 4000 rpm | 196 Nm @ 2250 rpm | Inyección indirecta con bomba rotativa Bosch, turbo KKK, intercooler | Euro 0                          | Peugeot 306 Peugeot 405 Citroën ZX Citroën Xantia |
| XUD9 TE/Y | DHY            | 21.8:1                 | 90 CV (66 kilovatios) @ 4000 rpm | 196 Nm @ 2250 rpm | Inyección indirecta con bomba rotativa Bosch, turbo KKK, intercooler | Euro 1, Euro 2, con catalizador | Peugeot 306 Peugeot 405 Peugeot 406 Peugeot 806 Peugeot Boxer Citroën Evasion Citroën Jumper Citroën Jumpy Citroën Xantia Citroën Xsara Citroën ZX Fiat Ducato Fiat Scudo Fiat Ulysse       |

## XUD11
El XUD11 A en su versión atmosférica, con una distribución SOHC 12 válvulas, tiene una cilindrada de 2138 cm³, con un diámetro de 86 mm (3,39 pulgadas) y una carrera de 92 mm (3,62 pulgadas), mientras que el XUD11 ATE/BTE tiene una cilindrada de 2088 cm³, con un diámetro de 85 mm (3,35 pulgadas) y una carrera de 92 mm (3,62 pulgadas).
| Versión   | Código interno | Relación de compresión | Potencia máxima                   | Par motor         | Alimentación                                             | Normativa de anticontaminación                      | Usos                                                                                                  |
| --------- | -------------- | ---------------------- | --------------------------------- | ----------------- | -------------------------------------------------------- | --------------------------------------------------- | --- |
| XUD11 A   | PJZ            | 22.5:1                 | 83 CV (61 kilovatios) @ 4600 rpm  | 147 Nm @ 2000 rpm | Inyección indirecta                                      | Euro 0 (-1992), Euro 1, con catalizador (1992-1994) | Peugeot 605 Citroën XM                                                                                |
| XUD11 ATE | PHZ            | 21.5:1                 | 109 CV (80 kilovatios) @ 4300 rpm | 255 Nm @ 2000 rpm | Inyección indirecta y bomba rotativa, turbo, intercooler | Euro 0                                              | Peugeot 605 Citroën XM                                                                                |
| XUD11 BTE | P8C            | 21.5:1                 | 109 CV (80 kilovatios) @ 4300 rpm | 255 Nm @ 2000 rpm | Inyección indirecta y bomba rotativa, turbo, intercooler | Euro 1, Euro 2, con catalizador                     | Peugeot 406 Peugeot 605 Peugeot 806 Citroën Evasion Citroën Xantia Citroën XM Fiat Ulysse Lancia Zeta |

## Competición
El motor XU fue utilizado en competición durante más de 30 años.
| Modelo motor | Diámetro x Carrera                            | Cilindrada | Potencia                                        | Par                        | Notas                  | Modelo coche                                                    |
| ------------ | --------------------------------------------- | ---------- | ----------------------------------------------- | -------------------------- | ---------------------- | --------------------------------------------------------------- |
| xu5          | 83 mm (3,27 pulgadas) x 73 mm (2,87 pulgadas) | 1,580 cc   | 515 CV (379 kilovatios)                         | *NO INFO*                  | 16v - DOHC Turbo       | Citroën AX Campeonato Francés de Superturismos Prototipo (1988) |
| XU8T         | 83 mm (3,27 pulgadas) x 82 mm (3,23 pulgadas) | 1.775 cc   | 300 CV (221 kilovatios)                         | *NO INFO*                  | 16v - DOHC Turbo       | Peugeot 205 T16 Kitée                                           |
| XU8T Evo 1   | 83 mm (3,27 pulgadas) x 82 mm (3,23 pulgadas) | 1.775 cc   | 350 CV (257 kilovatios)                         | *NO INFO*                  | 16v - DOHC Turbo       | Peugeot 205 T16 Evolution 1                                     |
| XU8T Evo 2   | 83 mm (3,27 pulgadas) x 82 mm (3,23 pulgadas) | 1.775 cc   | 430 CV (316 kilovatios)-480 CV (353 kilovatios) | *NO INFO*                  | 16v - DOHC Turbo       | Peugeot 205 T16 Evolution 2                                     |
| XU9J4x       | 83 mm (3,27 pulgadas) x 88 mm (3,46 pulgadas) | 1.905 cc   | 217 CV (160 kilovatios)                         | *NO INFO*                  | 16v - DOHC             | Peugeot 905 Spider                                              |
| *NO INFO*    | 85 mm (3,35 pulgadas) x 88 mm (3,46 pulgadas) | 1997 cc    | 304 CV (224 kilovatios) a 5250 rpm              | 580-635 Nm a 3500-4000 rpm | 16v - DOHC TR30R Turbo | Peugeot 206 WRC Peugeot 307 WRC                                 |
| *NO INFO*    | 84 mm (3,31 pulgadas) x 90 mm (3,54 pulgadas) | 1.998 cc   | 314 CV (231 kilovatios) a 5500 rpm              | 570 Nm a 2750 rpm          | 16v - DOHC TR30R Turbo | Citroën Xsara T4 W                                              |

- Datos: Q175217
- Multimedia: Citroën / Q175217